# Alto Veld

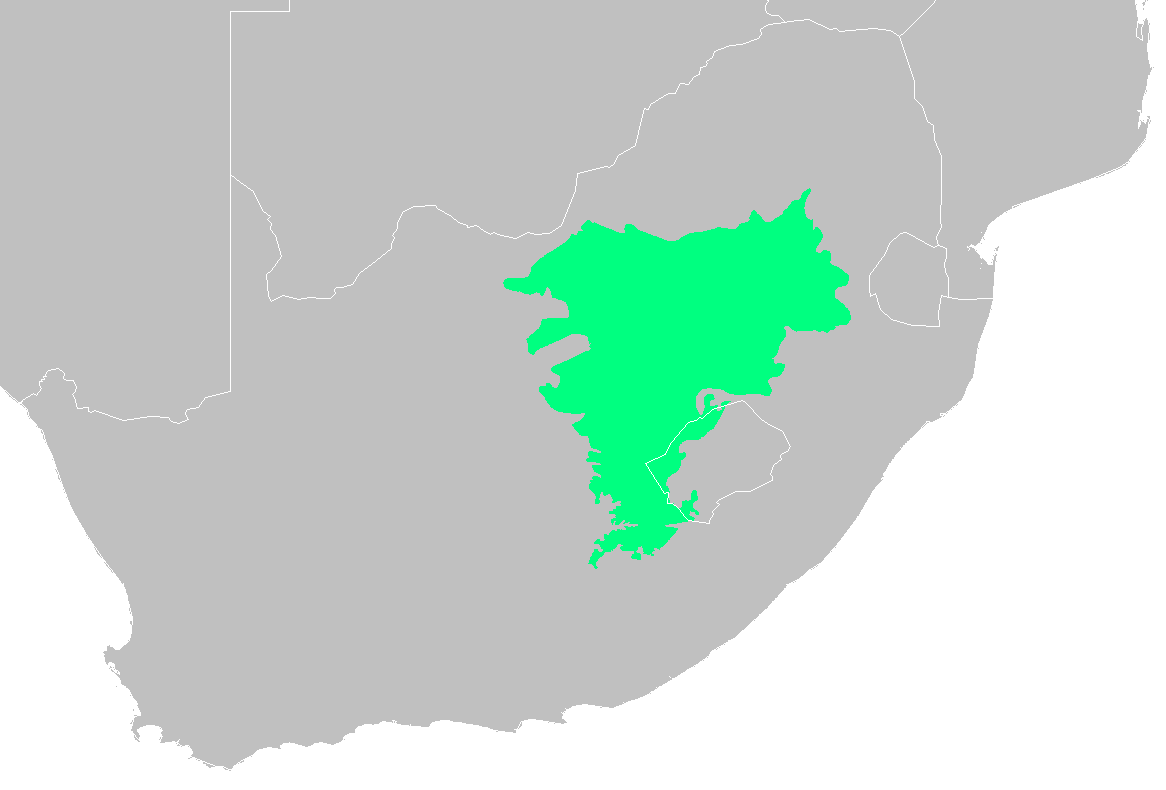
Zona que comprende el Alto Veld.

El Highveld, Alto Veld o campo alto es una zona alta de meseta de Sudáfrica que incluye el área urbana más grande del país, el Área metropolitana de Johannesburgo. El área del Highveld, que es del tamaño de Bélgica, empieza al este del centro de Johannesburgo y llega hasta la frontera de Suazilandia, abarcando áreas rurales y urbanas por alrededor de 30 000 kilómetros cuadrados.
El Highveld está conformado por abiertas praderas (grassveld) y colinas. Tiene sus máximas elevaciones en el norte y el este, donde se encuentra con un límite de colinas o montañoso, Magaliesberg y Witwatersrand en el norte y la escarpa Mpumalanga en el este. Por lo general pierde su altitud al oeste donde la pradera se mezcla con los arbusto de la sabana del Kalahari.
Ocupa la región este de la provincia del Estado Libre, el sur de Mpumalanga, el Gauteng central y el oriente de la provincia del Noroeste al sur del Magaliesberg.
La altitud varía entre 1250 y 1750 m s. n. m., con una temperatura anual media de entre 14 °C y 18 °C. Los inviernos son fríos, aunque son raras las nevadas y debido a su altitud se encuentra protegida de las temperaturas extremas en verano. Recibe entre 400 y 1200 mm de la lluvia anualmente, debido a la distribución del este/oeste de las precipitaciones en Sudáfrica.